# Авторское право в Саудовской Аравии
Авторское право в Саудовской Аравии — совокупность правовых норм в Королевстве Саудовская Аравия, устанавливающих правовые отношения между авторами, издателями и обществом. В настоящее время законодательно авторское право в государстве регулируется Законом, изданным в соответствие с Королевским указом № M/41 от 2 Раджаба 1424 г.х. (30 августа 2003).
Королевство является участником Бернской конвенции, устанавливающей основные принципы защиты авторского права, включая «национальный режим» и автоматическую защиту авторских работ без необходимости обязательной регистрации. Законодательство Саудовской Аравии защищает работы интеллектуальной собственности любого типа, зафиксированные на каком либо носителе и являющиеся плодом интеллектуального труда одного или нескольких человек.

## Законодательство

### Объекты и субъекты
В Саудовской Аравии под охрану авторским правом попадают произведения: архитектурные проекты, публичные выступления, театральные постановки, музыкальные, фотографические и кинематографические произведения, радио- и телевизионные работы, карты, видеозаписи и компьютерные программы. Их защита по закону начинается с момента обнародования, не требуя обязательной регистрации или продления. Закон даёт автору имущественные и моральные права на его произведение. Автор вправе опубликовать работу, внести в неё изменения или потребовать вывести её из обращения.

### Регистрация и продажа
Хоть авторское право в Саудовской Аравии присваивается создателю произведения автоматически по факту обнародования произведения, это не означает, что регистрации не существует. Наоборот, автор, официально зарегистрировавший авторские права на свою работу, имеет преимущество в случае возникновения судебного спора по факту авторства, так как сможет показать доказательства владения. Это же касается и собственников авторских прав на произведения, но не являющихся их авторами. Благодаря юридическим инструментам, автор может заключить договор уступки с физическим или юридическим лицом. В любом случае, моральные права на произведение всегда остаются за автором.

### Продолжительность охраны произведений
В общем случае продолжительность защиты, предоставляемой различным видам авторских работ выглядит следующим образом:
- Срок охраны авторских прав для автора произведения длится в течение всего срока его жизни и ещё в течение 50 лет после смерти.
- Срок охраны произведений, где автор является юридическим лицом, или если имя автора неизвестно, устанавливается как 50 лет со дня первой публикации произведения.
- Период защиты для звуковых произведений, аудиовизуальных произведений, фильмов, коллективных произведений и компьютерных программ составляет 50 лет со дня первого показа или публикации произведения, вне зависимости от переизданий.
- Период защиты произведений прикладного искусства и фотографий — 25 лет с момента публикации.
- Период защиты для организаций эфирного вещания установлен как 20 лет с момента первой передачи программы или материалов в эфир.

Стоит упомянуть, что в Законе об авторском праве Саудовской Аравии нет положения, в котором бы говорилось о праве работодателя на произведения, созданные его подчинёнными в процессе их работы в рабочее время, что обычно прописывается в подобных законах других государств.
Закон об авторском праве не содержится положение, в котором говорится,
что авторское право на произведения, созданные сотрудниками во время
Конечно, их занятости будут автоматически принадлежат
их работодателями.

### Нарушения авторского права
Специальный Комитет нарушения авторского права, подведомственный Министерству культуры и информации, осуществляет контроль над вопросами нарушения прав интеллектуальной собственности в Саудовской Аравии. Он имеет широкие полномочия для пресечения неправомочных действий нарушителей авторского права. Нарушение закона об авторском праве наказывается действительным штрафом в размере до 250 000 SR в случае, если преступление совершено впервые. Штраф составляет 500 000 SR, если нарушение совершено повторно. Комитет может издавать судебные запреты в определенных случаях, а также добиваться в суде лишения свободы правонарушителя (на срок до шести месяцев для первого раза и двенадцати для неоднократно привлекаемого правонарушителя). Любое решение Комитета нарушения может быть обжаловано путём подачи иска в Совет по рассмотрению жалоб.

## Международные договоры
Саудовская Аравия является участником нескольких международных договоров в области защиты интеллектуальной собственности. 22 мая 1982 года государство подписало Конвенцию, учреждающую Всемирную организацию интеллектуальной собственности, а 11 марта 2004 года Саудовской Аравией была подписана Бернская конвенция об охране литературных и художественных произведений.